# 舞鶴国際埠頭

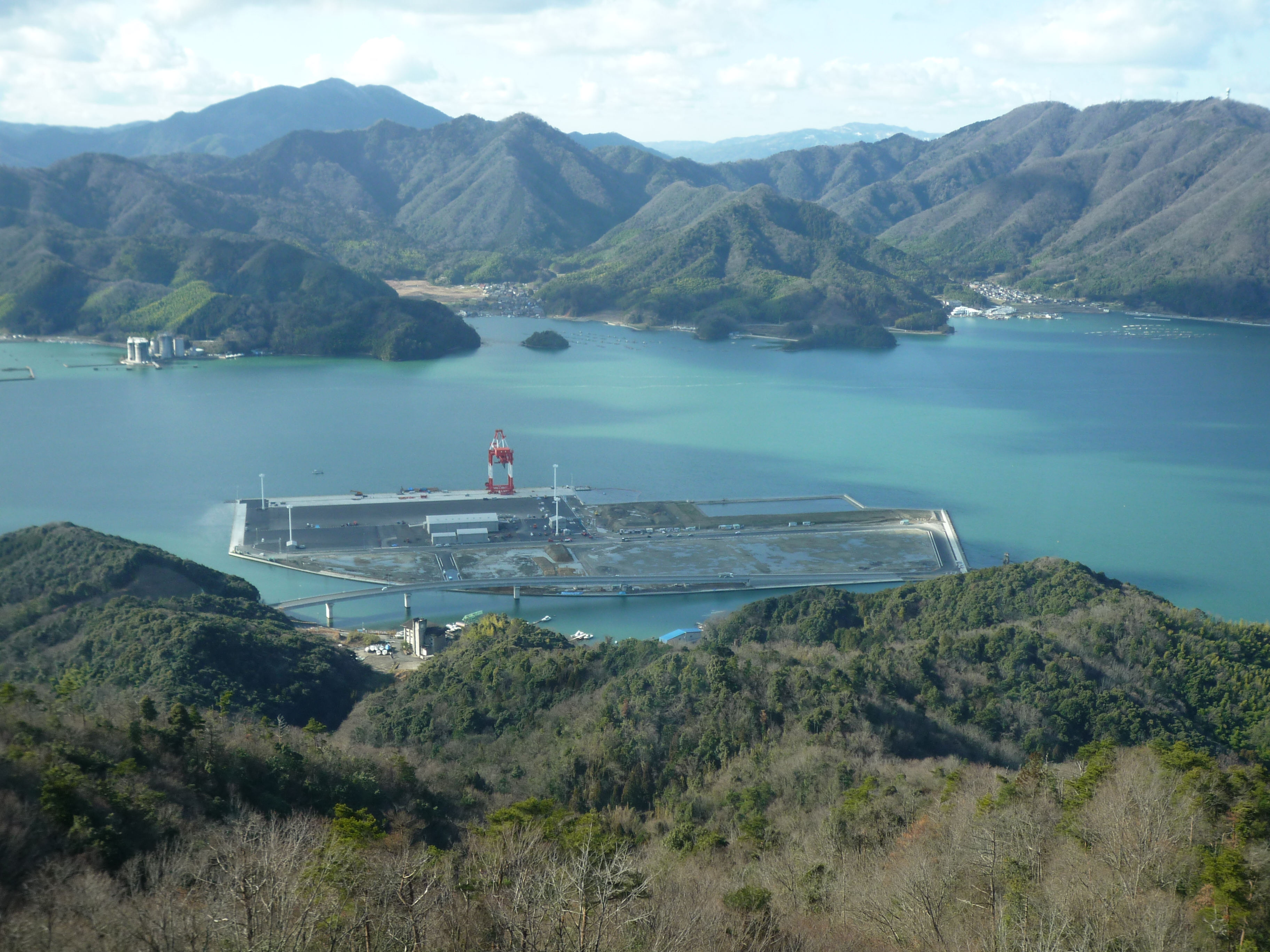
舞鶴国際埠頭建設現場（2010年2月時点）

舞鶴国際埠頭（まいづるこくさいふとう）とは、京都府舞鶴市にある舞鶴湾に整備された約33haの埠頭である。愛称は京都府の鳥「オオミズナギドリ」と波が穏やかな舞鶴港の「なぎ」から「みずなぎ埠頭」。

## 概要
舞鶴港は京阪神地域の日本海側の唯一の国際貿易港で、最も重要な拠点港である。近年では韓国定期コンテナ航路や中国・上海定期コンテナ航路が就航するなどさらにその重要性が高まっている。しかし、外国との貿易港である舞鶴西港は、商港でありながら漁港でもあるため、近年海上輸送の主役となっている大型コンテナ船の就航が難しかった。そこで京都府などでは新たな専用埠頭を建設し、5万トン級のフルコンテナ船が就航できる多目的国際埠頭として2010年（平成22年）に供用が始まった。
現在は国際コンテナの専用埠頭として活用されており、中国航路の他、韓国航路やロシア航路が就航している。

## 分譲地
- クリーンエナジーファクトリー（3.1ha）
- 日本通運舞鶴海運支店（1.3ha）
- 日本サルベージサービス舞鶴支店（1.3ha）
- 飯野港運オペレーションセンター（0.6ha）

## 主な就航航路
- 中国定期航路（神原汽船、週1便）

青島 - 大連 - 上海 - 舞鶴 - 青島
- 韓国定期航路（興亜海運、長錦商船、高麗海運、ドゥウォン商船、週4便）

釜山 - 舞鶴 - 釜山
東海 - 舞鶴 - 東海
- ロシア定期航路(飯野海運、ドゥウォン商船、月2便）

ウラジオストク - 舞鶴 - ウラジオストク
ナホトカ - 舞鶴 - ナホトカ

## 沿革
- 1989年（平成元年）：事業化。
- 1996年（平成8年）：埠頭の建設開始。
- 1997年（平成9年）：FAZ施設完成。

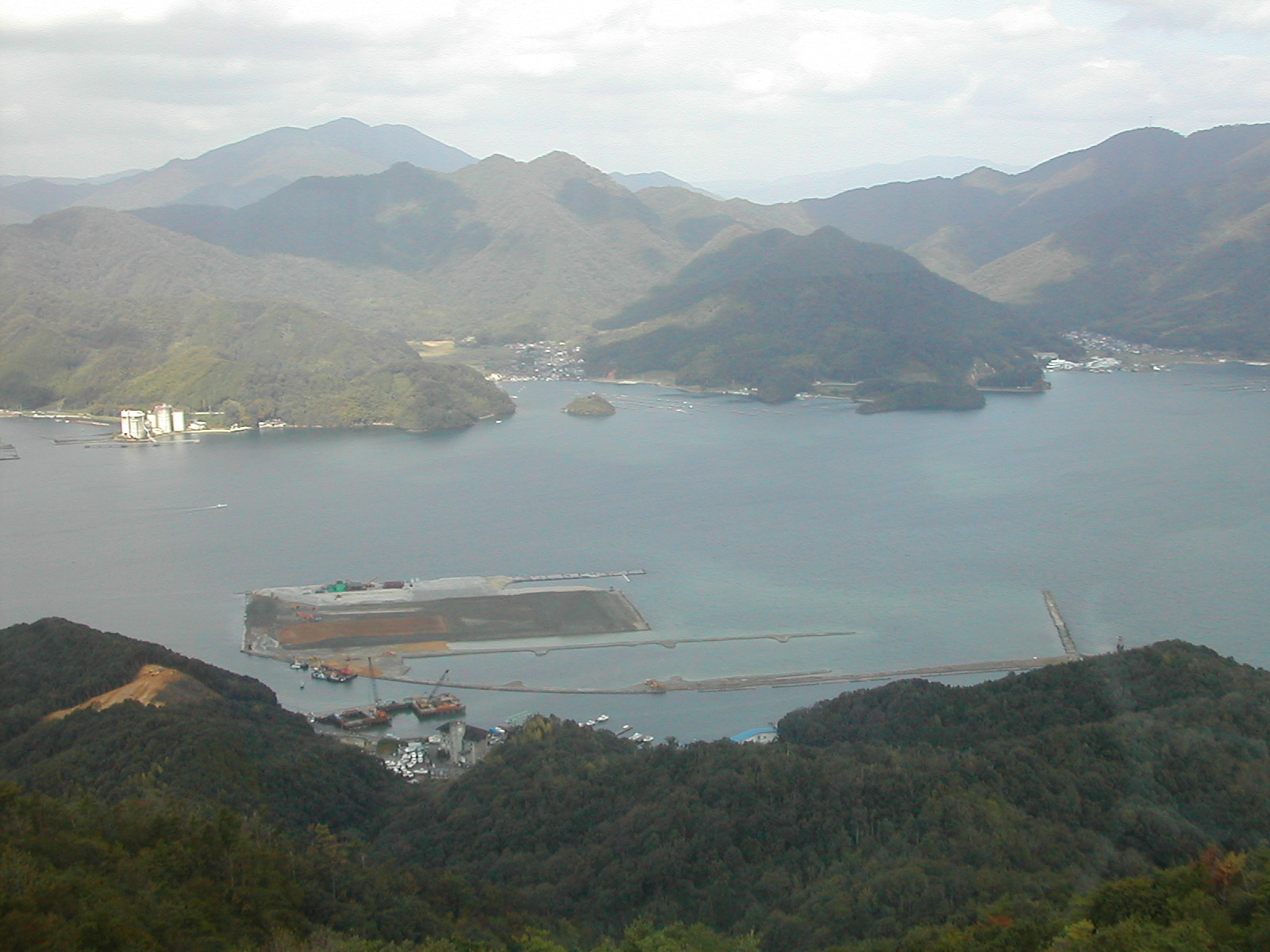
埠頭の建設現場（05年10月時点）

- 2005年（平成17年）：臨港道路・安久トンネル貫通。
- 2009年（平成21年）：和田埠頭（仮称）から舞鶴国際埠頭に名称決定。
- 2010年（平成22年）：供用開始。
- 2015年（平成27年）：岸壁を280メートルから330メートルに延長。
- 2018年（平成30年）：ガントリークレーン増設。2基体制。
- 2021年（令和3年）：第2期造成工事、事業化。既存の岸壁を更に延長し、新たに水深12mの岸壁を建設する予定である[1]。

## 後背の工業団地
- 喜多工業団地（舞鶴市）
- 倉谷工業団地（舞鶴市）
- 平工業団地（舞鶴市）
- 小倉工業団地（舞鶴市）
- 長浜工業団地（舞鶴市）
- 京都府綾部工業団地（綾部市）
- 綾部市工業団地（綾部市）
- 長田野工業団地（福知山市）
- エコートピアみわ（三和工業団地）（福知山市、旧・三和町）
- 高森工業団地（福井県高浜町）